# Wenzel Lorenz Reiner
Pour les articles homonymes, voir Reiner.
Wenzel Lorenz Reiner (en tchèque : Václav Vavřinec Reiner), né le 8 août 1689 à Prague et mort le 9 octobre 1743 dans la même ville, est un peintre et fresquiste baroque important en Bohême.

## Biographie
Wenzel Lorenz Reiner naît le 8 août 1689 à Prague. Il est le fils de Joseph Reiner qui lui apprend les premiers éléments du dessin. Il est aussi l'élève de Peter Johannes Brandl et de Schweiger.
Il peint dans tous les genres, mais réussi surtout dans les paysages et les animaux. Il est influencé par P. Bloemen et les maîtres de pragois.
Le musée de Vienne conserve de lui deux paysages, et celui de Dresde, deux tableaux représentant des sites romains.
Wenzel Lorenz Reiner meurt le 9 octobre 1743 dans sa ville natale.